# Markus Knüfken
Markus Knüfken (ur. 18 sierpnia 1965 w Essen) – niemiecki aktor telewizyjny i filmowy.

## Filmografia

### filmy fabularne
- 1997: Pukając do nieba bram (Knockin' on Heaven's Door) jako policjant cywilny
- 1998: Dziwne zachowania dojrzałych płciowo mieszkańców dużych miast w okresie łączenia się w pary jako Peter
- 1999: Bang Boom Bang – Ein todsicheres Ding jako Andreas „Andy“ Fink
- 2000: Schule jako policjant
- 2001: Honolulu jako Ewald
- 2002: Vollweib sucht Halbtagsmann jako Thomas
- 2006: Goldene Zeiten jako Andi
- 2006: Zwei Millionen suchen einen Vater jako Tommy Behrens
- 2007: Manatu (Manatu – Nur die Wahrheit rettet Dich) jako Mathias
- 2012: Cisza w eterze (On Air) jako Doc Rock

### seriale telewizyjne
- 1994: Telefon 110 – odc.: Samstags, wenn Krieg ist jako Siggi Schmidtmüller
- 1994: Tatort: Mord in der Akademie jako Till Bornemann
- 1996: Klaun – odc.: Der Tod eines Clowns jako Vladimir Bulkow
- 1998: Balko jako Heiner Lamprecht
- 2000: Tatort: Bittere Mandeln jako Axel Nehls
- 2006: Krąg miłości (Familie Dr. Kleist) jako Horst Brinkmann
- 2010: Telefon 110 – odc.: Schatten jako dr Lothar Winter
- 2014: Z boską pomocą (Um Himmels Willen)
- 2017: Kobra – oddział specjalny - odc.: Naga prawda (FKK-Alarm für Semir) jako Wolfgang Stiller